# Pseudocerastes urarachnoides
Pseudocerastes urarachnoides (z řeckého ura = ocas, arachno = pavouk a ides = podobný; česky někdy označována jako „zmije pavoučí“) je druh zmije, která se přirozeně vyskytuje v oblasti západního Íránu od Kermánšáhu (oblast Qasr-e širín) po Chúzistán, a pravděpodobně žije i v přilehlých částech Iráku.

## Popis
Holotyp měřil celkem 53,1 cm, s 5,5 cm dlouhým ocasem. Ocas je obecně krátký, zespodu s pouze 15 páry subkaudálních šupin. Na jeho konci se rozvíjí výrazná baňkovitá struktura, přičemž postranní šupiny se podobají nohám členovců, čímž konec ocasu připomíná pavouka či solifugu. Zbarvením had dokonale splývá se svým přirozeným prostředím: sluncem spečenými sádrovci.

## Objev a ekologie
Holotypem se stal vzorek z chicagského Fieldova přírodovědného muzea a pocházel již z roku 1968. Původně byl mylně identifikován jako zmije perská (Pseudocerastes persicus), s níž sdílel množství morfologických charakteristik. Zvláštní výrůstek na ocasu byl v tomto případě přisuzován možné genetické anomálii, nádorovému onemocnění či napadení nějakým druhem parazita, a vzorku tedy nebyla po desetiletí věnována náležitá pozornost. Objev dalšího jedince se stejným typem ocasu na začátku 21. století však vedl v roce 2006 k popsání samostatného druhu Pseudocerastes urarachnoides.
Autoři popisu druhu spekulovali, že výrůstek na ocasu představuje specializovanou návnadu a slouží k oklamání konkrétní kořisti, jako jsou ptáci, a tuto svou domněnku podložili nálezem ptáka v trávicím traktu jednoho z popisovaných hadů. Lov „na vějičku“ za pomocí ocasu není u hadů vzácný a tuto strategii úspěšně používají i jiné druhy, jako zmije pouštní (Bitis caudalis), smrtonoši (Acanthophis), krajta zelená (Morelia viridis) nebo chřestýšek malý (Sistrurus catenatus); ocas Pseudocerastes urarachnoides je však svou anatomií jedinečný. Aktivní používání ocasu k vábení ptáků bylo později u P. urarachnoides potvrzeno i terénním průzkumem.

## Chov v zajetí
Zoologická a botanická zahrada města Plzně od 23. 2. 2023 vlastní tuto zmiji ve své expozici Království jedu. Jde o první instituci, jež tohoto hada chovala v zajetí.